# 紀元前11世紀

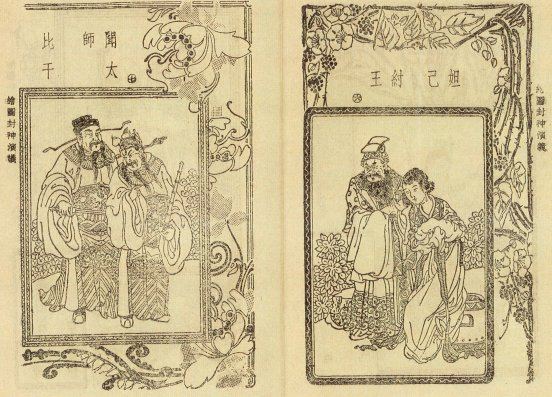
殷周革命。殷は西方から興った周に滅ぼされた。これは典型的な易姓革命として後世に語り継がれている。画像は明代の小説『封神演義』に描かれた挿絵で、右頁の二人が殷の最後の王帝辛（紂王）と妲己。

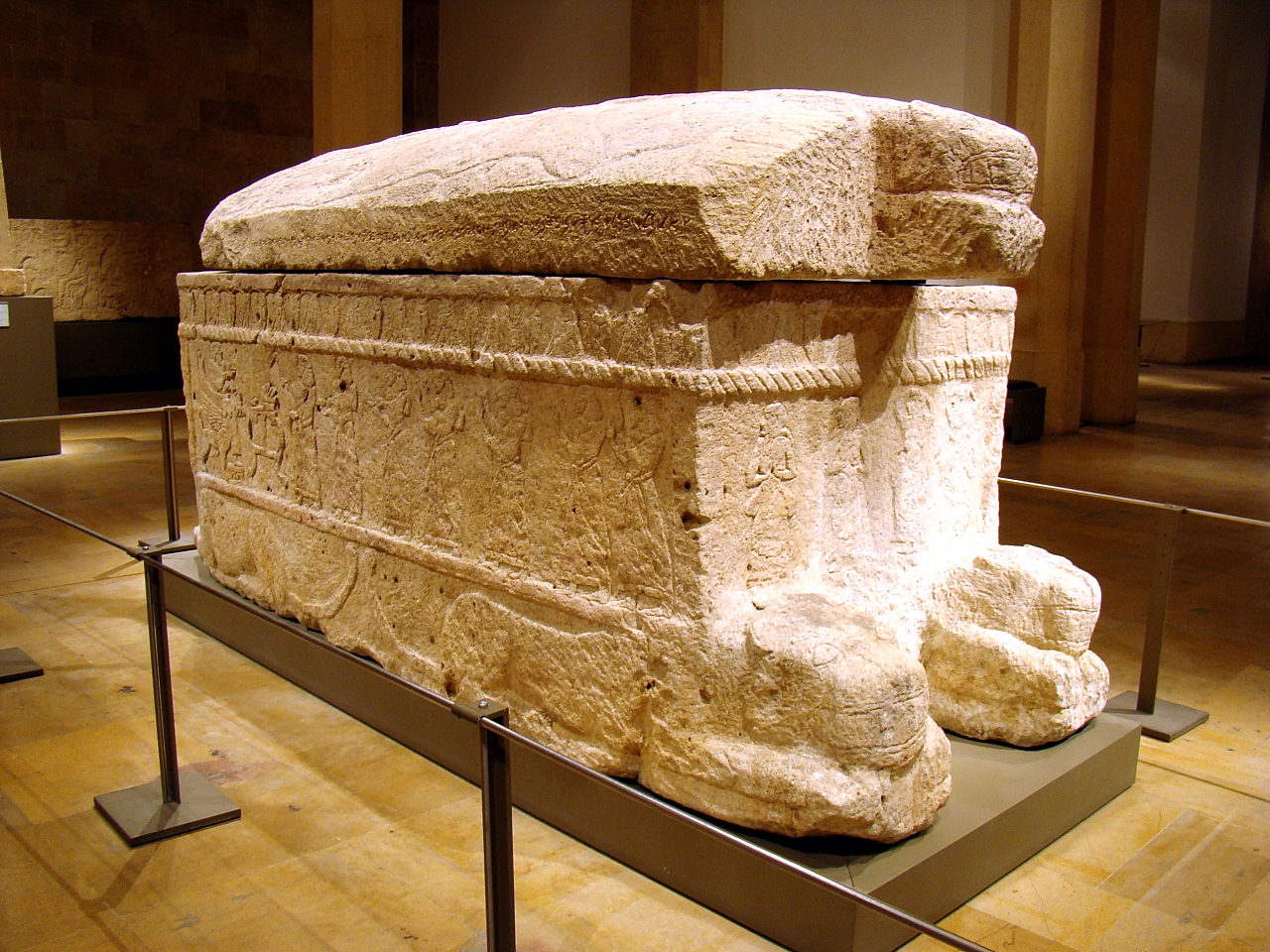
ビブロス王アヒラムの石棺（サルコファガス）。紀元前1000年前後に作られたものでフェニキア文字による墓碑銘が刻まれている（ベイルート国立博物館蔵）。

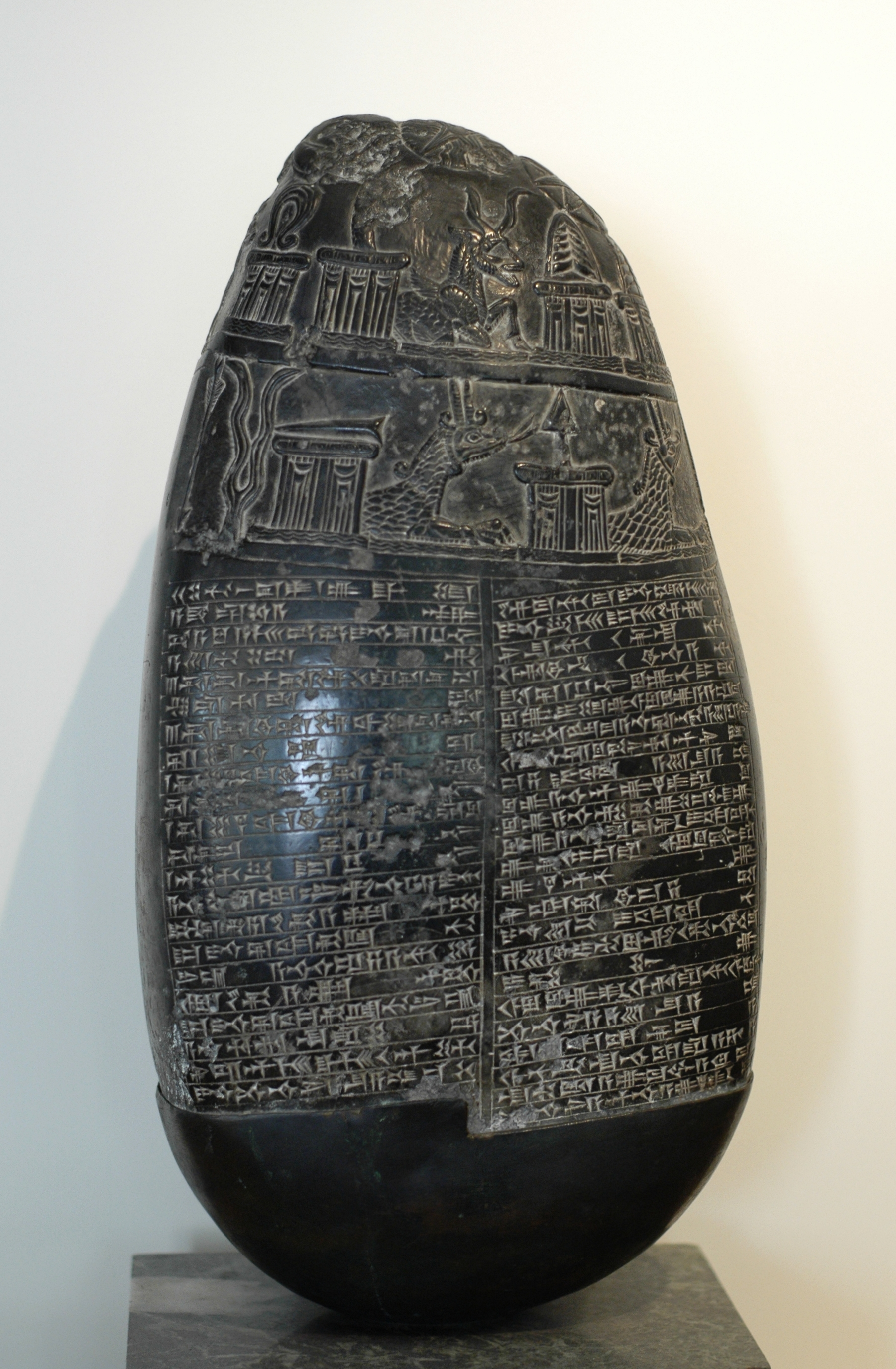
バビロニアのクドゥル。カッシート時代後期からバビロニアではクドゥルと呼ばれる境界石が作られるようになる。画像はこの世紀に作られたパリのフランス国立図書館メダル陳列室（コイン・メダル博物館）所蔵の「ミショー・ストーン」。

紀元前11世紀（きげんぜんじゅういちせいき）は、西暦による紀元前1100年から紀元前1001年までの100年間を指す世紀。

## 出来事
- フェニキア人がカナリア諸島に来航。
- フェニキア人が南スペイン（カディス）に入植。

### 紀元前1100年代
- 紀元前1100年頃
  - ギリシアの「暗黒時代」。
  - フェニキアでアルファベットの使用が始まる。
  - カナン人による「メギドの遺宝（英語版）」はこの時代のもの。
  - イタリアで原ヴィラノーヴァ文化（英語版）（ヴィラノーヴァI期 - 紀元前900年頃）。
  - サルデーニャ島でモンテプラマの巨人像（英語版）が作られる（ - 紀元前800年頃）。
  - 黒海北岸から中央ウクライナまでチェルノレス文化（黒森文化 - 紀元前300年頃）。

### 紀元前1090年代
- 紀元前1098年 - エジプト王ラムセス11世が即位（ - 紀元前1070年）。
  - この時期に木材（レバノン杉）獲得のためビブロスに派遣されたエジプト人が記録したのが『ウェンアメンの物語（英語版）』。

### 紀元前1080年代
- 紀元前1082年 - アッシリア王ティグラト・ピレセル1世がイシン第2王朝のマルドゥク・ナディン・アヘ王を破り、北部バビロニアを獲得。
- 紀元前1080年頃 - ペリシテ人がガリラヤを制圧しイスラエル人との対立が始まる。

### 紀元前1070年代
- 紀元前1077年 - アッシリア王ティグラト・ピレセル1世が暗殺される。
  - この後、アッシリアの国力は低迷し、アラム人の侵入にも悩まされる。
- 紀元前1070年頃 - エジプトで第20王朝の終わり。第3中間期が始まる。
  - 下エジプトではタニスで第21王朝が、上エジプトではテーベでアメン大司祭国家が成立。
  - 第3中間期の混乱のため歴代ファラオの遺体は神官団の指揮でこの時期デル・エル・バハリの墳墓に移送された。

### 紀元前1060年代
- 紀元前1068年頃 - 伝承ではアテナイ王コドロス（英語版）がドーリア人の侵入で殺害されアテナイで王制が廃絶。
  - コドロスの息子メドン（英語版）はアテナイ最初のアルコンに選出される。

### 紀元前1050年代
- 紀元前1050年頃 - カナンで制海権を得ていたチェケル人の都市ドルが破壊される。
- 紀元前1050年頃／1020年頃 - ギリシアで陶器の原幾何学様式（英語版）がはじまる。

### 紀元前1040年代
- 紀元前1046年 - 武王が牧野の戦いで殷を滅ぼし周を興す（武王克殷・殷周革命）。
  - 周の武王が殷を滅ぼした事績は陝西省臨潼県から出土した「利簋（中国語版）」に記録が残る。
  - 『史記』では周の武王が、殷の紂王の叔父箕子を朝鮮に封じたと伝わる（箕子朝鮮）。
- 紀元前1045年 - 魯、燕、衛、晋、曹、蔡、陳、宋の諸侯国が成立、斉や楚など殷の藩属国も周に帰順。
- 紀元前1040年頃 - 「イオニア人の移動（Ionic migration）」。
  - 伝承ではアテナイ王コドロス（英語版）の子ネイレウスおよびアンドロクロスがイオニアの植民市を建設。

### 紀元前1020年代
- 紀元前1025年頃
  - シンパル・シパク（英語版）がバビロン第5王朝（海の国第2王朝）を建てる。
- 紀元前1021年頃
  - サウルがイスラエル王国の王に選ばれる。
    - 周辺民族のアンモン人・アマレク人と戦うが、アマレク人の聖絶をめぐって士師サムエルと対立する。

  - 周の武王死去。息子の成王が即位し叔父の周公旦らが補佐する（成康の治）。
    - 周公旦に対立する三監（管叔鮮・蔡叔度・霍叔処）が殷の紂王の子禄父（武庚）を擁して反乱を起こすが鎮圧される（三監の乱・禄父の乱）。
    - 三監の乱の後、殷の故地は東西に分断され、西側（衛）を周公旦の弟康叔に、東側（宋）を殷の紂王の庶兄微子啓に支配させる。
    - 成王の時代に造られた「何尊（宝鶏市博物館蔵）」には「中国」の名が含まれた最古の銘文が刻まれている。

### 紀元前1000年代

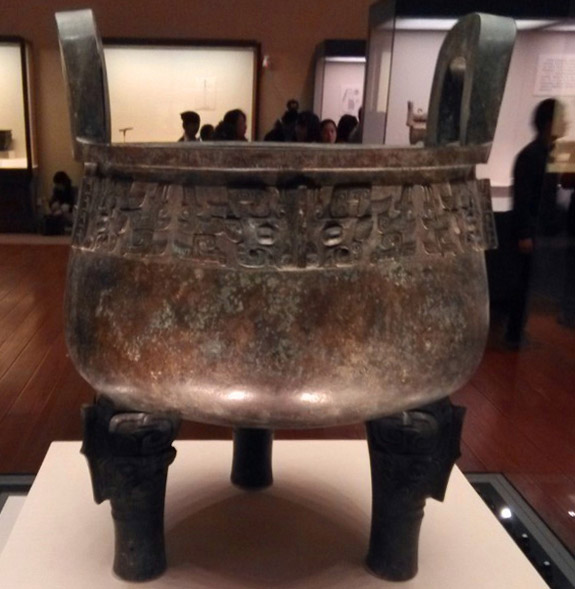
大盂鼎

- 紀元前1004年頃 - バビロン第5王朝からバビロン第6王朝（バズ王朝）に交代。
- 紀元前1002年頃 - 周の成王死去。息子の康王が即位。
  - 「大盂鼎（中国語版）（北京中国国家博物館蔵）」が鋳造される。康王が将軍の盂に与えた辞令が銘文に残る。
  - 西安市の「灃西車馬坑」は西周初期の成王から康王の時代にかけてのもの。
- 紀元前1000年代末 - 東部バレアレス諸島のマヨルカ島やミノルカ島でタライオテック文化（英語版）の巨石建造物が現れる。

## 人物
- ティグラト・ピレセル1世 - アッシリア王（在位紀元前1115年 - 紀元前1077年）。
- サムエル - 古代イスラエルの預言者・士師。旧約聖書では「最後の裁き人」とされる。
- サウル - 古代イスラエルの最初の王（在位前1021年頃 - 前1000年頃）。
- コドロス - アテナイの最後の王（在位前1089年 - 前1068年）。
- メドン - アテナイの最初のアルコン（在任前1068年 - 前1048年）。
- 帝辛（紂王）（前11世紀頃） - 殷の最後の王・牧野の戦いで敗北し自殺した。
- 箕子（前11世紀頃） - 殷の王族・帝辛の叔父・箕子朝鮮を建国。
- 伯夷・叔斉（前11世紀頃） - 殷末の孤竹国の王子二人。隠者となり儒教では聖人とされる。
- 呂尚（太公望）（前11世紀頃） - 周の軍師・後に斉の始祖。
- 文王（西伯昌）（前11世紀頃） - 周王朝の始祖・武王の父。
- 武王（ - 前1021年？） - 周王朝の創始者で初代王。
- 周公旦（前11世紀頃） - 周の武王の弟・甥の成王を補佐する。
- 召公奭（前11世紀頃） - 周の武王の弟・周公旦の協力者・践奄の役で活躍。